# 杰克·韦策尔
杰克·韦策尔（英語：Jake Wetzel，1976年12月26日—），加拿大男子赛艇运动员。他曾代表美国、加拿大参加2000年、2004年和2008年夏季奥林匹克运动会赛艇比赛，获得一枚金牌和一枚银牌。